# Stenostygia nigritula
Stenostygia nigritula är en fjärilsart som beskrevs av George Francis Hampson 1896. Stenostygia nigritula ingår i släktet Stenostygia och familjen nattflyn. Inga underarter finns listade i Catalogue of Life.